# Gospodarka Kielc
Tradycje przemysłowe Kielc sięgają XV w., kiedy nastąpił gwałtowny rozwój eksploatacji i przetwórstwa surowców mineralnych pochodzących z bogatych, podkieleckich złóż rud żelaza, miedzi, ołowiu, marmurów, piaskowców i wapieni. Dużym impulsem do rozwoju regionu stało się najpierw utworzenie Staropolskiego Okręgu Przemysłowego, a następnie Centralnego Okręgu Przemysłowego.

## Historia
W XIX wieku w Kielcach istniały jedynie niewielkie zakłady przemysłowe i rzemieślnicze, zatrudniające w 1900 r. 670 robotników. Dopiero po I wojnie światowej nastąpił rozwój gospodarczy miasta. W okresie międzywojennym przede wszystkim działały dwa stosunkowo duże zakłady metalowe: Huta „Ludwików” (od 1919) i zakłady „Granat” (od 1925). Większymi zakładami były też zakłady wapiennicze i kamieniołomy Kadzielnia i Wietrznia, spółdzielcze zakłady przemysłu spożywczego „Społem” oraz fabryka mebli „Henryków”. W 1948 roku przekształcono Hutę „Ludwików” w Kieleckie Zakłady Wyrobów Metalowych (produkowano tu m.in. motocykle SHL, była to też największa fabryka pralek wirnikowych oraz samochodów specjalistycznych na podwoziu „Stara”). W 1952 roku powstały Zakłady Budowy Przewodów i Armatury (potem Zakłady Urządzeń Chemicznych i Armatury Przemysłowej „Chemar”. W 1956 roku przekształcono miejscowe Zakłady Mechaniczne w Fabrykę Łożysk Tocznych „Iskra”). Po wojnie był to największy zakład produkcyjny Kielc, zatrudniający ponad 8000 pracowników. W 1971 powstały Kieleckie Zakłady Wyrobów Papierowych.

## Kieleckie przedsiębiorstwa

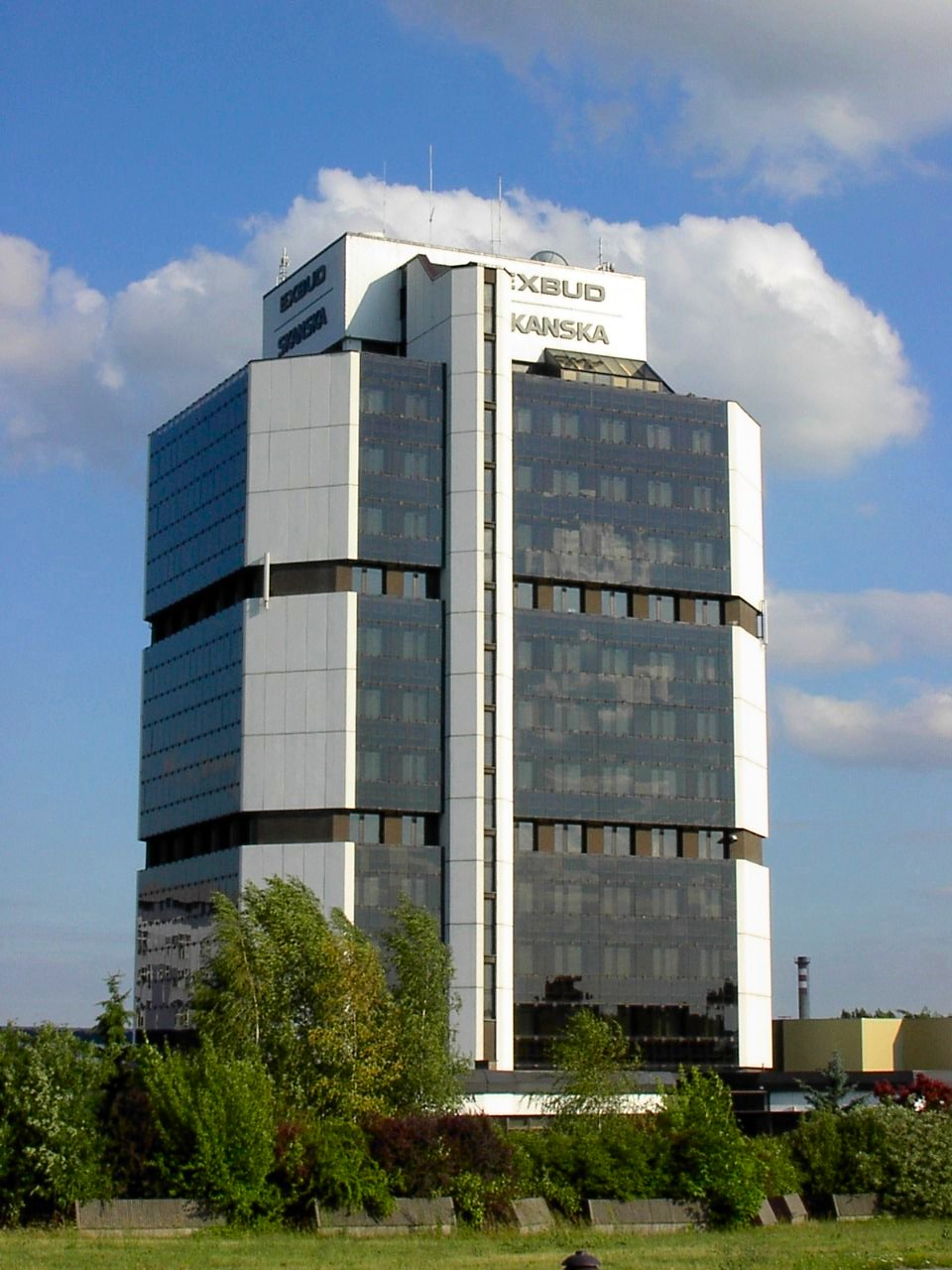
Kieleckie Centrum Biznesu przy al. Solidarności

Obecnie Kielce stanowią niekwestionowane centrum gospodarcze regionu świętokrzyskiego. Swoje siedziby ma tutaj szereg dużych przedsiębiorstw, w tym:
- Barlinek, przedsiębiorstwo przemysłu drzewnego
- Cersanit, producent elementów wyposażenia łazienek
- CPP Prema SA, producent pneumatyki siłowej i sterującej
- Echo Investment, firma developerska zajmująca się zagospodarowaniem terenów
- Kolporter S.A., spółka zajmująca się m.in. kolportażem prasy
- Holding Chemar S.A., Zakłady Urządzeń Chemicznych i Armatury Przemysłowej
- Kielecka Fabryka Pomp „Białogon”, fabryka sięgająca tradycją do Huty Miedzi „Aleksandra” z 1817 roku
- Eiffage Polska Budownictwo, przedsiębiorstwo budowlane
- Nomi, właściciel 30[2] supermarketów typu dom i ogród w Polsce
- Iskra Zakłady Precyzyjne Sp. z o.o., producent świec zapłonowych i żarowych
- NSK Bearings Polska S.A., producent łożysk
- Poligrafia SA, przedsiębiorstwo poligraficzne
- Vive Textile Recycling, firma zajmująca się importem, sortowaniem oraz sprzedażą odzieży używanej
- Wytwórcza Spółdzielnia Pracy „Społem”, producent m.in. Majonezu Kieleckiego
- Zakłady Wyrobów Metalowych „SHL” S.A., producent historycznych już motorów SHL

## Wspieranie biznesu
Lokalni przedsiębiorcy są wspomagani poprzez instytucje wspierania biznesu, do których należą Świętokrzyski Związek Pracodawców Prywatnych Członek PKPP Lewiatan (powstały 2001 roku), Staropolska Izba Przemysłowo-Handlowa (powstała w 1990 r.), Izba Rzemieślników i Przedsiębiorców (działająca od 1929 r.), Świętokrzyska Agencja Rozwoju Regionu, Forum Pracodawców, Fundacja Rozwoju Demokracji Lokalnej, Fundacja Programów Pomocy dla Rolnictwa „FAPA” oraz Świętokrzyskie Centrum Innowacji i Transferu Technologii.

## Targi Kielce

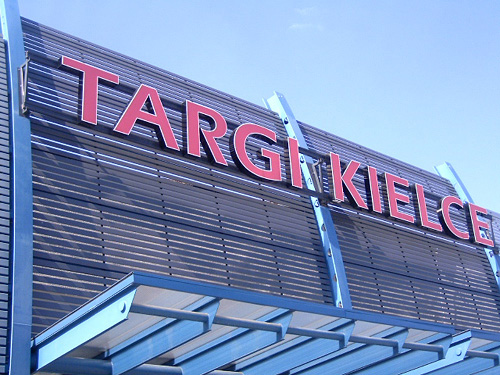
Targi Kielce

Kielce są jednym z najprężniej działających centrów targowych w Polsce. Corocznie spółka Targi Kielce organizuje ponad 50 wystaw, na których zjawia się kilka tysięcy wystawców. Do dyspozycji jest m.in. specjalny teren służący do dynamicznej prezentacji ciężkiego sprzętu budowlanego, transportowego i wojskowego. Najważniejsze z odbywających się tu imprez to „Międzynarodowy Salon Przemysłu Obronnego”, „Międzynarodowa Wystawa Budownictwa i Wyposażenia Kościołów, Sztuki Sakralnej i Dewocjonaliów”, a także „Międzynarodowe Targi Budownictwa Drogowego, Infrastruktury, Maszyn Budowlanych i Pojazdów Specjalistycznych”.